# Een arme rijke
De sjofar van Alexandrië is een van de titels die gegeven wordt aan een Joods volksverhaal.

## Het verhaal
Een rijke Chassid komt bij de beroemde rabbi van Tolna en heeft een lang gesprek. Er komt later een arme Chassid en deze wordt na een paar minuten weggestuurd. De arme voelt zich benadeeld en beklaagt zich dat voor de rabbi alle Joden gelijk moeten zijn. De rabbi zegt dat hij arme mensen niet lang hoeft uit te vragen, maar bij rijke mensen moet hij uren praten om er achter te komen dat het arme kerels zijn.

## Achtergronden
- Vergelijk Het boerke in de hemel en De arme en de rijke.